# Guido Calabresi
Guido Calabresi (ur. 18 października 1932) – amerykański uczony z zakresu prawa i sędzia, który zasiada w amerykańskim Sądzie Apelacyjnym dla drugiego obiegu. Jest byłym dziekanem Yale Law School, gdzie został profesorem w 1959 r. Calabresi jest uważany wraz z Ronaldem Coase’m i Richardem Posnerem za założyciela w dziedzinie prawa i ekonomii.
Calabresi dołączył do wydziału Yale Law School stając się najmłodszym profesorem i był dziekanem od 1985 do 1994 r. Calabresi jest wraz z Ronaldem Coase’m założycielem prawa i ekonomii. Jego pionierski wkład w tej dziedzinie obejmuje stosowanie rozumowania gospodarczego do prawa deliktów i interpretację prawną twierdzenia Coase’a. Pod przewodnictwem intelektualnego i administracyjnego rozumowania Calabresiego, Yale Law School stała się wiodącym ośrodkiem przepojonym ekonomią i innymi naukami społecznymi. Calabresi został wyróżniony ponad czterdzieści razy stopniami honoris causa uniwersytetów na całym świecie. Jest członkiem Królewskiej Szwedzkiej Akademii Nauk.
W dniu 9 lutego 1994 roku prezydent Bill Clinton nominował Calabresiego na sędziego do amerykańskiego Sądu Apelacyjnego dla drugiego obiegu. Calabresi jest autorem czterech książek i ponad 100 artykułów na temat prawa i pokrewnych przedmiotów.